# Richard Herst
Pour les articles homonymes, voir Hurst.
Richard Herst (Hurst), né à Broughton près de Preston dans le Lancashire et mort à Lancaster le 29 août 1628 est un propriétaire terrien catholique anglais arrêté et exécuté sous le règne de Charles I. 

## Biographie
Sur la vie de Richard Herst nous ne savons presque rien. Propriétaire terrien dans le Lancashire il ne cache pas qu'il est catholique. Alors que la pression augmente sur les catholiques dans le royaume l'Evêque anglican du lieu veut le faire juger et condamné pour ne pas assister à ses offices. Or l'officiel venu l'arrêter se blesse (ou est blessé) par un des fermiers de Richard Herst. La blessure entraînera par la suite la mort de l'homme. Il n'en faudra pas plus pour le juge de saisir l'occasion pour faire pression sur lui et d'en faire un exemple. On lui propose pourtant la vie sauve s'il se conforme à la nouvelle religion. Refusant le chantage il est jugé pour meurtre, condamné et exécuté par pendaison. 

## Vénération
Déclaré bienheureux par Pie XI en 1929. Il est l'un des Cent sept martyrs d'Angleterre et du pays de Galles béatifié par ce dernier et fêté le 29 août. On le compte aussi parmi les Martyrs du Lancaster.